# Zamieszki wokół spotkań piłkarskich Egiptu z Algierią (2009)
Zamieszki wokół spotkań Egiptu z Algierią – ogół wydarzeń okołosportowych, chuligańskich oraz politycznych, do jakich doszło w listopadzie 2009 roku w związku ze spotkaniami reprezentacji narodowych Egiptu i Algierii w ramach eliminacji do Mistrzostw Świata 2010 w Południowej Afryce.

## Tło wydarzeń

Algieria na mapie Afryki

Egipt na mapie Afryki

Oba państwa leżą w Afryce Północnej, a spotkania pomiędzy piłkarskimi reprezentacjami tych krajów, określane jako lokalne derby, od dawna należały do najbardziej napiętych i elektryzujących wydarzeń sportowych. Mecze tych reprezentacji zwane są nawet „matką wszystkich meczów”, same drużyny uchodzą zaś za odwiecznych rywali. Oba kraje posiadają także bogate tradycje oraz ambicje piłkarskie, zwłaszcza Egipt mający na koncie sześć zwycięstw w Pucharze Narodów Afryki. Apetyty na awans do mundialu były po obu stronach tym większe, iż oba kraje od dłuższego czasu nie uczestniczyły w tym turnieju (Algieria od 1986 r., Egipt od 1990 r.).
Z historycznego punktu widzenia stosunki pomiędzy oboma państwami nie układały się źle. Znamienne było poparcie ówczesnego prezydenta Egiptu, Gamala Abdela Nasera w dążeniu Algierii do niepodległości podczas wojny z Francją, które skłoniło Francję do wzięcia udziału w agresji na Egipt podczas kryzysu sueskiego. Sam Naser do dziś w Algierii jest otoczony szacunkiem. Oba kraje miały i wciąż mają wiele wspólnego pod względem narodowościowym, religijnym, językowym, kulturalnym, ekonomicznym oraz geograficznym.
Pierwsze spotkanie pomiędzy obiema reprezentacjami miało miejsce 4 lipca 1963 r., ale należy także wspomnieć o drużynie piłkarskiej algierskiego Frontu Wyzwolenia Narodowego, która w latach 50. XX wieku propagując przyznanie Algierii niepodległości prowadziła tournée po Afryce, Azji i Europie Wschodniej. Jednak Egipt odmówił wówczas gry z nią. Podczas Igrzysk Afrykańskich 1978 rozgrywanych w Algierii, miejscowa policja zaatakowała egipskich piłkarzy oraz kibiców podczas ich meczu z reprezentacją Libii. Do zamieszek doszło także przy okazji spotkania Egiptu z Algierią w ramach kwalifikacji do Igrzysk Olimpijskich 1984.
Najważniejszą datą w bogatej historii spotkań pomiędzy Egiptem i Algierią był rok 1989, kiedy to oba kraje starły się ze sobą w decydującym dwumeczu o awans do Mistrzostw Świata 1990. Pierwsze spotkanie, rozegrane w Konstantynie (Algieria) zakończyło się bezbramkowym remisem. W rewanżu, na wypełnionym po brzegi 120-tysięczną publicznością kairskim stadionie, zwycięstwo odnieśli gospodarze, wygrywając skromnie 1:0. Bramkę zdobył w czwartej minucie legendarny w Egipcie napastnik, Hossam Hassan. Spotkanie dostarczyło ogromnych emocji. Jeden z egipskich piłkarzy, Ayman Younis, pauzujący akurat w tamtym meczu z powodu kontuzji odniesionej w pierwszym spotkaniu w Konstantynie tak relacjonował tamto wydarzenie:

Atmosfera była niesamowita. Stadion był pełny na pięć godzin przed rozpoczęciem meczu. (...) Drużyna Algierii była pełna gwiazd, a boisko sprawiało nam wiele kłopotów; między wszystkimi graczami toczyła się walka. Wszyscy zapomnieli o trenerskich zaleceniach na ten mecz i w zamian po prostu walczyli. To była bitwa, a nie mecz piłkarski. To było jak wojna z Izraelem w 1973 r.

Ale wydarzenia pomeczowe miały znacznie bardziej dramatyczny przebieg. Algierscy piłkarze rozdrażnieni porażką, oskarżając jednocześnie tunezyjskiego sędziego Alego Bennaceura o stronniczość, zaczęli wywoływać zamieszki. Najpierw ich agresja skierowała się właśnie wobec sędziego zawodów; w jego stronę udali się nie tylko piłkarze, ale także cały sztab trenerski i oficjele. Dzięki interwencji służb porządkowych nie doszło do rękoczynów, ale sędziemu udało się dotrzeć do szatni dopiero po ośmiu minutach. Następnie agresja Algierczyków skierowała się na trybunę VIP-ów. Ostatni akt miał miejsce na konferencji pomeczowej, kiedy to podczas burdy lekarz egipskiej reprezentacji stracił oko. O spowodowanie urazu oskarżony został znany algierski piłkarz, Lakhdar Belloumi, który w związku z oskarżeniem po powrocie do Algierii nie mógł już stamtąd wyjechać w obawie przed aresztowaniem. Ostatecznie, po niemal 20 latach okazało się, że realnym sprawcą był bramkarz, Kamel Kadri. Wydarzenia z tamtego meczu spowodowały, iż Egipt odmówił udziału w mającym odbyć się w Algierii Pucharze Narodów Afryki 1990. Pod presją wykluczenia z FIFA działacze wysłali jednak swą reprezentację, ale w drużynie znaleźli się wyłącznie młodzi piłkarze.
W eliminacjach do południowoafrykańskiego mundialu w 2010 r. los ponownie skojarzył w finałowej rundzie drużyny Egiptu i Algierii. Ekipy trafiły do grupy C, wraz z Zambią oraz Rwandą. Pierwsze spotkanie pomiędzy tymi zespołami przypadało na drugą kolejkę spotkań, 7 czerwca 2009 r. Gospodarzami byli Algierczycy. Tym razem obyło się bez incydentów. Prezydent Algierii, Abdelaziz Buteflika, przy okazji meczu doprowadził do rozwiązania sprawy ze spotkania sprzed 20 lat, wpływając na poszkodowanego wówczas doktora egipskiej drużyny, aby za solidną rekompensatą wycofał swe oskarżenie. Sam mecz zakończył się zwycięstwem Algierii 3:1.

## Mecz w Kairze
Przed rewanżowym spotkaniem obu ekip 14 listopada, które miało zakończyć ich zmagania w grupie C sytuacja była bardzo napięta. Obydwie drużyny w spotkaniach z Zambią oraz Rwandą straciły zaledwie po dwa punkty, co czyniło je jedynymi kandydatami do awansu z tej grupy. Algieria miała więc punktów 13, Egipt zaś 10. Bilans bramkowy Algierii wynosił 9:2 (+7), Egiptu z kolei 7:4 (+3). Aby więc uzyskać awans Algierii wystarczał remis, a nawet jednobramkowa porażka; Egipt musiał to spotkanie wygrać różnicą co najmniej trzech bramek. Do ciekawej sytuacji mogło dojść w przypadku dwubramkowego zwycięstwa drużyny Egiptu. Obie ekipy zrównałyby się wtedy punktami oraz bilansem bramkowym. Także w bezpośrednich pojedynkach byłby remis, bowiem w pierwszym spotkaniu Algieria pokonała Egipt różnicą dwóch goli (nie miała zastosowania zasada preferowania drużyny z większą liczbą bramek strzelonych na wyjeździe). W związku z tą możliwością już przed meczem ustalono, że w takim przypadku zostanie rozegrane pomiędzy drużynami dodatkowe spotkanie na neutralnym terenie w Sudanie.

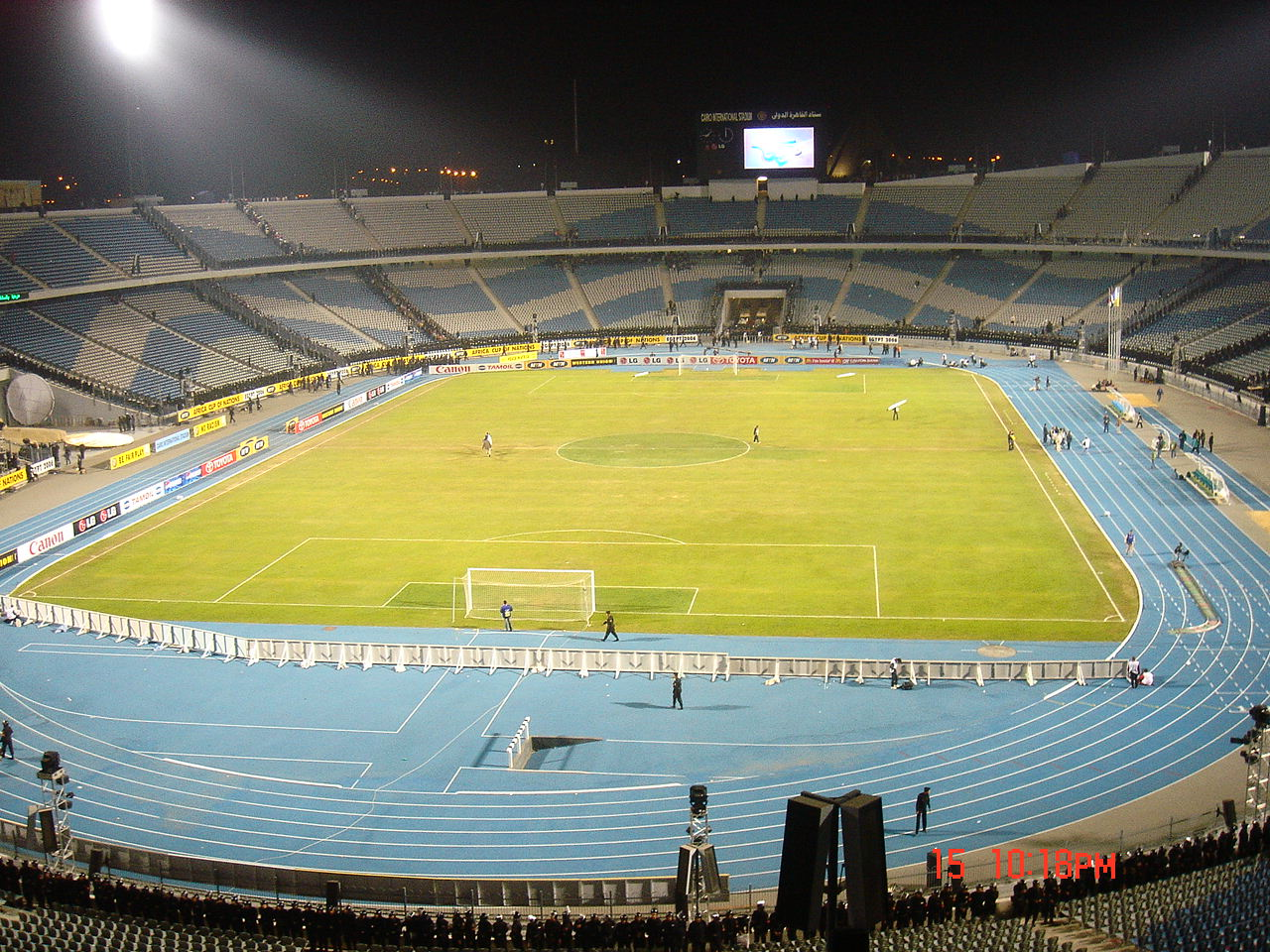
Cairo International Stadium

Atmosfera przed decydującą grą była podgrzewana na długo przed samą konfrontacją. W październiku egipscy hakerzy przeprowadzili atak typu denial-of-service na stronę internetową algierskiego dziennika Ech-Chorouk El-Youmi; w odpowiedzi algierski haker posługujący się nickiem „KADER11000” włamał się na strony egipskiego prezydenta oraz gazety Al-Ahram. Zagorzałe dyskusje trwały także na forach internetowych. Dużą rolę odegrały egipskie media, które również poddały się emocjom towarzyszącym rywalizacji i zamieszczały prowokujące materiały. Nawet Coca-Cola rozpoczęła w Egipcie kampanię reklamową zatytułowaną „I Was There 1989” (Byłam tam 1989), w której przypominała szczęśliwe dla Egipcjan momenty z historycznego spotkania z Algierią z 1989 r. Napięcia spowodowały reakcję ministrów spraw zagranicznych obu państw, którzy zaapelowali o spokój i zachowanie wyłącznie sportowego aspektu rywalizacji.
Po przyjeździe algierskich piłkarzy do Egiptu 12 listopada, autokar wiozący zawodników z lotniska do hotelu został zaatakowany przez grupę młodych ludzi. W stronę pojazdu poleciały kamienie. Trzech graczy zostało lekko rannych podczas incydentu – Khaled Lemmouchia w głowę, Rafik Halliche w okolicy oka i Rafik Saïfi w rękę. Ponadto ucierpiał także trener bramkarzy. Po incydencie informacje o ataku pojawiły się w algierskich mediach. Z kolei doniesienia ze strony egipskiej zaprzeczały jakoby doszło do incydentu. Rankiem następnego dnia we francuskiej stacji Canal+ ukazał się krótki materiał filmowy ukazujący zakrwawionych zawodników algierskiej ekipy wychodzących z autobusu, a także pokazujących kamienie, jakimi w nich rzucano; w mediach ukazało się także nagranie, jakie podczas ataku wykonał w autobusie własnym telefonem komórkowym Rafik Saïfi. FIFA w swym oficjalnym oświadczeniu zaapelowała do egipskich władz oraz federacji piłkarskiej o zapewnienie algierskiej delegacji wszelkich potrzebnych środków bezpieczeństwa, jednocześnie potwierdzając organizację spotkania w planowanym terminie.

Celem ataku, jaki miał miejsce 48 godzin przed meczem było wpłynięcie na naszą postawę, ale oni nas nie złamią, gdyż nie boimy się żadnej drużyny. Te wydarzenia nawet zwiększyły naszą determinację, jeśli wcześniej byliśmy gotowi do gry na 100%, to teraz stać nas na jeszcze więcej, aby uzyskać awans do mundialu i udowodnić światu, że zasługujemy na to, by pojechać do RPA ponieważ jesteśmy po prostu lepsi.

Mecz rozegrany został wieczorną porą, na obsadzonym do ostatniego miejsca 75-tysięczną widownią stadionie w Kairze. Po wcześniejszym incydencie, Lemmouchia i Halliche musieli grać z opatrunkami na głowach. Spotkanie rozpoczęło się pomyślnie dla Egiptu, który już w trzeciej minucie objął prowadzenie. Jednak wynik taki nie mógł satysfakcjonować Egipcjan, którzy potrzebowali przynajmniej dwubramkowego zwycięstwa, aby przedłużyć swoje szanse na awans. Ich ataki przyniosły skutek dopiero w piątej minucie doliczonego czasu gry, tuż przed końcowym gwizdkiem sędziego, kiedy to Emad Motaeb strzałem głową zdobył bramkę dającą jeszcze nadzieję na awans.
| 14 listopada 2009 19:30 UTC+2 | Egipt · Zaki 3' · Motaeb 90+5' | 2 – 01 – 0 | Algieria | Cairo International Stadium, Kair Widzów: 75 000 Sędzia: Jerome Damon |
|                               |                                |            |          |                                                                       |

Po spotkaniu w Kairze, mieszkańcy miasta wyszli na ulicę, by świętować odniesione w dramatycznych okolicznościach zwycięstwo. Nie obyło się bez zamieszek, w których ranni zostali algierscy kibice. Algierski Ech-Chorouk El-Youmi donosił nawet na początku o sześciu zabitych. Doniesienia te zdementował algierski ambasador w Kairze, Abdel Qader Hadjar, który poinformował, że rannych w pomeczowych starciach zostało co najmniej 11 Algierczyków, ale nie ma wśród nich zabitych. Egipskie ministerstwo zdrowia podało z kolei informacje o 12 rannych w zajściach Egipcjanach i 20 Algierczykach. Informacje o zabitych były nieprawdziwe, lecz po meczu wciąż docierały one do opinii publicznej. Znany algierski raper, Réda City 16, który był na meczu i wspierał swoją reprezentację po powrocie do kraju udał się zapłakany do redakcji Ech-Chorouk i pokazywał zdjęcia rzekomo zabitego algierskiego kibica oraz opowiadał o zamieszkach, do jakich doszło w Kairze. Film z redakcji Ech-Chorouk opublikowany został w internecie. Te i inne doniesienia wywołały w Algierii trwające trzy dni manifestacje, zwłaszcza młodych ludzi domagających się wymierzenia sprawiedliwości.
Podczas zamieszek doszło do ataków na Egipcjan mieszkających w Algierii. Zniszczone zostało biuro EgyptAir-u w Algierze, odnotowano także ataki na budynki operatora sieci komórkowych Djezzy GSM, należącego do egipskiej grupy Orascom. Egipcjanie wysłali do Algieru samolot w celu ewakuacji swoich obywateli obawiających się pozostać w Algierii, ale ten nie otrzymał pozwolenia na lądowanie. Wywołało to starcia na ulicach Kairu, gdzie ponad tysięczny oddział służb porządkowych został przydzielony do obrony algierskiej ambasady. W starciach w dzielnicy Zamalik ucierpiało 39 policjantów. Zamieszki miały miejsce także w Marsylii, gdzie młodzi przedstawiciele mniejszości arabskiej algierskiego pochodzenia podpalali oraz niszczyli łodzie i samochody, a także wybijali szyby w sklepach. Ośmiu uczestników tych wydarzeń zostało aresztowanych.

## Mecz w Omdurmanie
Po dwubramkowym zwycięstwie Egiptu sprawdził się niecodzienny scenariusz, w którym to obydwie drużyny zakończyły grupową rywalizację z równym dorobkiem punktowym i bramkowym. Rozstrzygnięcia zabrakło nawet przy porównaniu bezpośrednich pojedynków. Zgodnie z wcześniejszymi ustaleniami, 18 listopada miał odbyć się dodatkowy mecz na neutralnym terenie. Jeszcze 11 listopada FIFA dokonała wyboru miejsca rozegrania takiego ewentualnego spotkania. Algieria chciała grać w Tunezji, Egipt zaś w Sudanie. Losowanie przeprowadzone w siedzibie międzynarodowej federacji piłkarskiej w Zurychu wskazało Sudan i to tam też miał się odbyć trzeci mecz.
Areną zmagań piłkarzy tym razem miał być Stade de Al-Merrikh w Omdurmanie. Liczba widzów mogącego pomieścić 41 000 osób stadionu została ze względów bezpieczeństwa zredukowana do 35 000. Dla kibiców obydwu reprezentacji przeznaczono po 9 000 biletów, pozostałe 17 000 było do nabycia przez Sudańczyków. Bilety z tej puli były potem sprzedawane na czarnym rynku i wielokrotnie przewyższały pierwotną cenę. Do pilnowania porządku w trakcie zawodów zaangażowano ponad 15 000 funkcjonariuszy.
Przed meczem dochodziło do kolejnych incydentów. Między kibicami dochodziło do awantur. Autobus wiozący ekipę Egiptu został zaatakowany kamieniami, jednak obyło się bez urazów wśród piłkarzy. Prezydent algierskiej federacji piłkarskiej na oficjalnym spotkaniu odmówił podania ręki swemu egipskiemu odpowiednikowi.
Spotkanie na neutralnym terenie nie miało już tak jednostronnego przebiegu. Co więcej, po jednej z kontr, w czterdziestej minucie Algierczykom udało się wyjść na prowadzenie. El-Hadarego silnym strzałem, niemal w okienko bramki, pokonał obrońca, Anthar Yahia. Piłka odbiła się jeszcze od poprzeczki i wpadła do siatki. Wynik do przerwy nie uległ już zmianie. W drugiej połowie Egipcjanie rzucili się do odrabiania strat. Nie brakowało okazji i strzałów, ale wynik nie uległ już zmianie i to Algieria mogła cieszyć się z upragnionego awansu do Mistrzostw Świata.
| 18 listopada 2009 20:30 UTC+3 | Algieria · Yahia 40' | 1 – 0 | Egipt | Stade de Al-Merrikh, Omdurman Widzów: 35 000 Sędzia: Eddy Maillet |
|                               |                      |       |       |                                                                   |

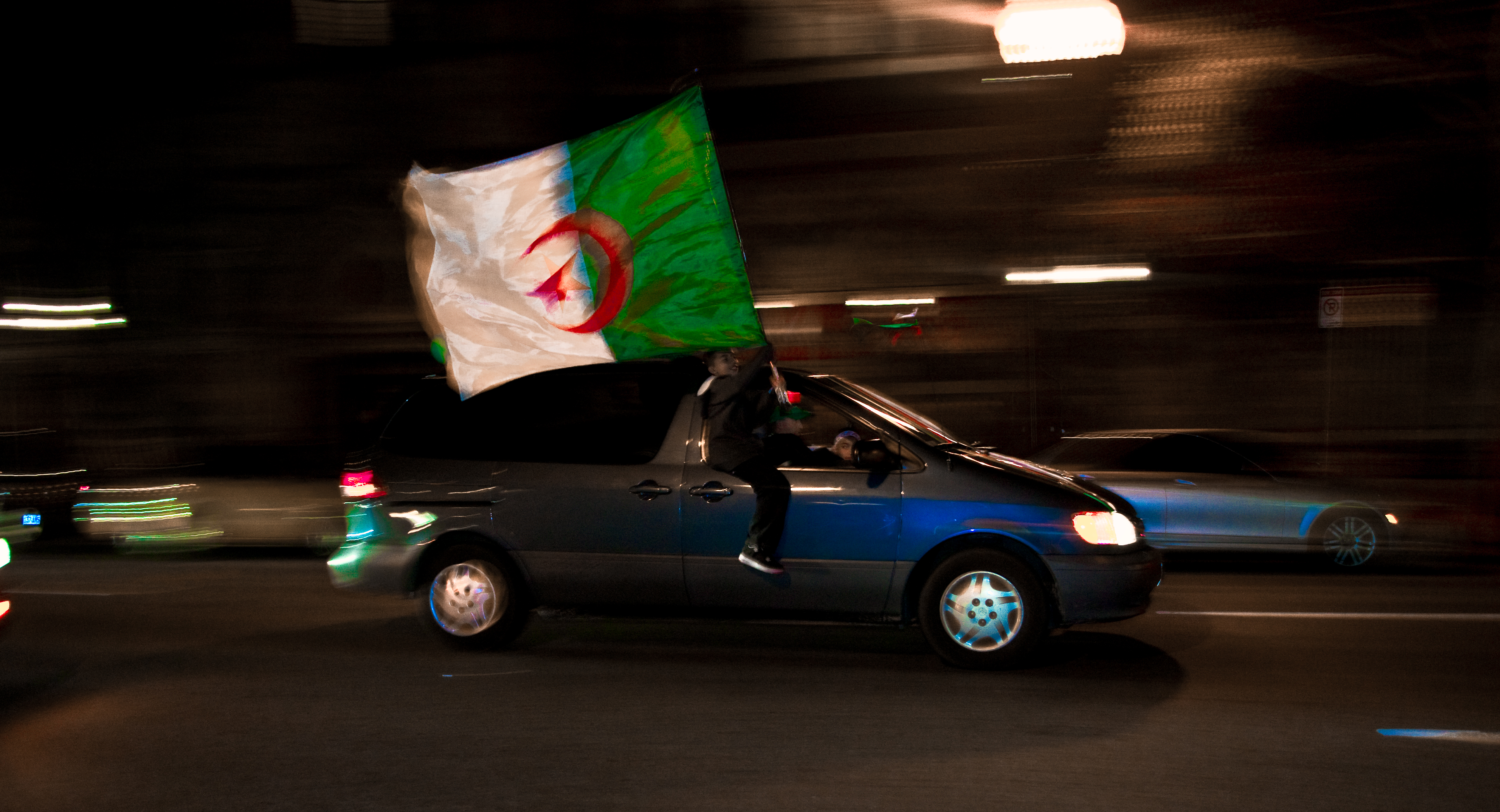
Algierscy fani w Bostonie

Po meczu doszło do drobnych starć pomiędzy kibicami. Pojawiały się sprzeczne doniesienia odnośnie do rozmiarów walk i kontuzji. Al-Ahram w surowym tonie pisał o rozróbach algierskich chuliganów, oskarżając ich o posiadanie niebezpiecznego sprzętu i ataki na egipskich fanów. Podobne doniesienia okazały się jednak być w większości fałszywe bądź przesadzone.
Fani w Algierii po końcowym gwizdku wylegli na ulice, by świętować zwycięstwo. Również we Francji liczne grupy demonstrowały swą radość. Ponad 12 000 ludzi zgromadziło się na Polach Elizejskich. W całej Francji doszło też do zamieszek – ogółem aresztowano aż 150 osób. W zupełnie odmiennych nastrojach byli kibice w Egipcie, gdzie po raz kolejny doszło do starć. Główne demonstracje miały miejsce przed ambasadą Algierii.

## Reakcje
Po meczu, Egipt tymczasowo wezwał do kraju swojego ambasadora w Algierii, oficjalnie w celu przeprowadzenia „konsultacji”. Następnie wydał komunikat, iż ambasador nie powróci do Algierii, jeśli ta oficjalnie nie przeprosi za ataki na Egipcjan i ich przedsiębiorstwa oraz nie uiści stosownych rekompensat. Prezydent Hosni Mubarak, podczas publicznego wystąpienia, oświadczył, że Egipt nie będzie tolerował łamania praw wobec jego obywateli. Algierski ambasador w Kairze został wezwany do złożenia wyjaśnień w sprawie ataków na egipskich obywateli oraz firmy w Sudanie i Algierii. Sudan zaś wezwał egipskiego wysłannika w Chartumie, w proteście przeciw pojawiającym się w egipskich mediach fałszywym doniesieniom odnośnie do zamieszek po meczu w Omdurmanie. Z kolei egipska federacja piłkarska domagała się wyjaśnień i zagroziła zamrożeniem członkostwa w międzynarodowych strukturach piłkarskich, zawieszając przy tym od razu członkostwo w Północnoafrykańskiej Unii Piłkarskiej. Egipcjanie początkowo wycofali się także z goszczenia Mistrzostw Afryki w piłce ręcznej 2010, na których zagrać miała reprezentacja Algierii, jednak parę dni później zmienili swoją decyzję. FIFA wszczęła procedurę dyscyplinarną w stosunku do Egiptu odnośnie do ataku na autobus z algierskimi piłkarzami, do jakiego doszło przed meczem w Kairze. Sepp Blatter zwołał także nadzwyczajne zebranie FIFA, by omówić kwestie ostatnich kontrowersji w światowym futbolu, w tym zajść przy okazji spotkań Egiptu z Algierią. Na kongresie podjęto decyzję o wszczęciu postępowania wobec obydwu federacji. W jego wyniku w maju 2010 roku egipską federację ukarano karą grzywny w wysokości 100 000 franków szwajcarskich oraz zobowiązano reprezentację Egiptu do rozegrania pierwszych dwóch spotkań u siebie w ramach eliminacji do Mistrzostw Świata 2014 w odległości minimum 100 km od Kairu.
Jedna z egipskich wiosek w prowincji Nowa Dolina zwana była dotąd „al-Jaza'ir” (arab.: Algieria), po incydentach postanowiono jednak zmienić jej nazwę na „Mubarak al-misriyin” (Mubarak dla Egiptu).